# Orchestina storozhenkoi
Espèce
Synonymes
- Ferchestina storozhenkoi Saaristo & Marusik, 2004

Orchestina storozhenkoi est une espèce d'araignées aranéomorphes de la famille des Oonopidae.

## Distribution
Cette espèce est endémique de Primorie en Russie,.

## Description
Le mâle holotype mesure 1,64 mm et la femelle 1,79 mm.

## Étymologie
Cette espèce est nommée en l'honneur de Sergei Yu. Storozhenko.

## Publication originale
- Saaristo & Marusik, 2004 : Ferchestina, a new genus of oonopid spiders from Russian Far East (Aranei, Oonopidae). Arthropoda Selecta, vol. 13, p. 51-54 (texte intégral).